# معدن سنگ کوه رحمت ۴
معدن سنگ کوه رحمت ۴ مربوط به دوره هخامنشی است و در شهرستان مرودشت، بخش مرکزی، دهستان کناره واقع شده و این اثر در تاریخ ۱۹ مرداد ۱۳۸۴ با شمارهٔ ثبت ۱۲۷۷۸ به‌عنوان یکی از آثار ملی ایران به ثبت رسیده است.